# Nanda Pal
Der Nanda Pal (Hindi नन्दा पाल) ist ein 6306 Meter hoher Berg im Garhwal-Himalaya im indischen Bundesstaat Uttarakhand.
Der Berg befindet sich im östlichen Teil der Nanda-Devi-Gruppe im Distrikt Pithoragarh. An seiner Westflanke strömt der Milamgletscher in südöstlicher Richtung.
Vier Kilometer nördlich des Nanda Pal befindet sich an der chinesischen Grenze der 6315 m hohe Nanda Gond.
Der Nanda Pal wurde am 8. Juni 1973 von Mitgliedern der indisch-tibetischen Grenzpolizei erstbestiegen.